# Мороз Ніна Олександрівна
Ніна Олександрівна Мороз (13 листопада 1936 — ?) — українська радянська діячка, новатор виробництва, пресувальниця Слов'янського кераміко-ізоляторного комбінату Донецької області. Депутат Верховної Ради УРСР 6—7-го скликань.

## Біографія
На 1960-ті роки — пресувальниця Слов'янського кераміко-ізоляторного комбінату Донецької області.
Потім — на пенсії у місті Слов'янську Донецької області.

## Нагороди
- ордени
- медалі